# Mare
 For alternative betydninger, se Mare (flertydig). (Se også artikler, som begynder med Mare)
En mare er betegnelsen for et overnaturligt, som regel kvindeligt væsen, der plager sovende mennesker og dyr, specielt heste, ved at trykke dem på brystet eller ved at ride på dem. Forestillingen om, at man kan blive plaget af et ondsindet drømmevæsen, kendes inden for alle kulturer, og man møder den i nogle af de ældste beretninger, der findes om folks mere eller mindre officielle trosforestillinger. I Norden fortælles første gang om maren i et digt fra 800-tallet, som dog kun kendes i Snorri Sturlusons version fra 1200-tallet. I nyere tradition findes beretninger om maren som et væsen, man efterstræbes af erotisk. Dog er det sådan, at afsenderen som regel ikke selv er klar over, at hun gør det.
Maren skaber onde drømme, og derfor hedder en ond drøm et mareridt. Et pentagram kaldes også et marekors. "Ottebladsrosen" i norske vævede mønstre er et dobbelt marekors, der skulle beskytte den sovende i tæppet mod marens natlige angreb. 

## Gift med maren
Sådan lyder titlen på et vandresagn, der er godt kendt i Tyskland og Skandinavien.
Én version lyder: "En dreng var meget generet af mareridt. Han fik så det råd at lukke for alle sprækker og åbninger i det værelse, hvor han sov. Kun ét hul skulle stå åbent, og det skulle han lukke for, mens maren red ham. Næste gang, han fik mareridt, slog han en tap ind i hullet, og da han vågnede, lå en nøgen pige i sengen ved siden af ham. De giftede sig og fik flere børn. Men en gang, de gjorde rent i værelset, kom han til at tage tappen ud. Straks forsvandt pigen ud gennem hullet, og han så hende aldrig mere." I en norsk version lukkes hullet med en kniv. 

## Råd imod maren
Fra Færøerne berettede V.U. Hammershaimb omkring 1850: "Marra er et trold, men ligner den dejligste pige. Når folk ligge og sove, kommer hun ind og lægger sig ovenpå dem, og trykker dem så hårdt på brystet, at de ikke kunne trække vejret eller røre noget lem; hun sørger da at få sine fingre ind i menneskets mund for at tælle dets tænder, og lykkes dette for hende, dør man strax. Man må derfor søge at få hende bort fra sig; er man da istand at udråbe Jesus! da må hun fly. Man synes at være vågen og at se Marra, når hun kommer ind og lægger sig på folk; men man kan ikke gjøre noget til at forsvare sig imod hende. Om aftenen kan hun godt være inde, om man ikke ser hende; det får man at vide, når man lægger en kniv i midten af et tørklæde eller strømpebånd, og derpå lægger de to sider af klædet eller de to ender af båndet ovenpå hinanden, og så ruller det sammen med kniven i midten; dernæst fører man det tre gange rundt om sit liv, medens man læser:
Mara, Mara minde
er du inde,
så skal du ud
med stok og med sten
med jern og ben.
Så kommer Sankt Olav med sit sværd
og slår dig bagi -
du skal fare en Fandens færd!
Agt dig, Mara, Mara minde!
Ligger kniven løs, når man atter vikler klædet op, da er Marra ikke inde; men er kniven dermod indenfor klædet, der hvor den blev lagt, da er Marra inde i huset, og man da gjentage det tre gange for at jage hende ud. Et godt middel til at forhindre hende fra at komme op i sengen, skal være at sætte sine sko om aftenen således, at hælene vende imod sengen; da skal hun have besvær med at komme op i den seng."
Holberg var huslærer i præstegården på Voss i årene 1702-04, og beretter i sine memoirer i 1728, at han var "meget plaget af den Sygdom, man gemænlig kalder Maren, hvilken plager Folk naar de sove om Natten, og ligger sig paa dem, ligesom de havde en tung Byrde paa sig. I gamle Dage bildte man sig ind, at det var Skovtrolde, men, siden Folk ere blevne klogere i de nye Tider, bilde de sig ind, at det er kun visse Matroners og Jomfruers Gnister, der finde Behag i at ride paa Folk, naar de sove." Holberg fortæller videre, at han anvendte alle midler for at bekæmpe "sygdommen", så som at sætte tøflerne bagvendte ved sengen, lægge stål under hovedpuden og synge den vise, de brugte på Peder Paars’ tid; men til sidst gav han op og flyttede fra Voss for at blive "rask". 

## Dræbt af maren
Vanlande var en mytisk konge i Uppsala i Svitjod (Sverige) af Ynglingernes æt. Han omtales i Ynglingatal og i Ynglingesagaens kapitel 13 som søn af Vana fra Vanaheim og kong Sveigde, og dermed oldebarn af guden Frej. Snorri Sturluson fortæller i Ynglingesagaen,  at kong Vanlande drog til kong Sne den gamle i Finland, hvor han fik kongens datter Driva. Om foråret tog Vanlande hjem til Uppsala, mens Driva blev tilbage og fødte sønnen Visbur. Vanlande havde lovet at vende tilbage inden tre år, men ti år forløb, uden at han kom. Da fik Driva sejdkonen Huld til at sejde kongen til Finland, eller også dræbe ham. Under sejden ønskede Vanlande selv at rejse til Finland; men hans rådgivere holdt ham tilbage, da de mente, hans længsel skyldtes trolddom fra finnerne. Han faldt i søvn, men råbte snart op om, at maren trådte ham. Folk forsøgte at hjælpe, men når de rørte ved hans hoved, trådte hun ham over læggene, så de var ved at brække; og når de rørte ved hans ben, angreb hun hans hoved og kvalte ham. Svearne rejste en bautasten over ham ved floden Skuta, hvor han blev brændt. Hans søn med Driva, Visbur, blev Uppsalas konge efter ham. Thjodolf den Hvinverske sagde i et kvad i Ynglingatal:
"Med sin sejd
sendte heksen
Vanlande
til Viljes bror,
da hun trådte,
troldkyndig
heksekvinde
på hærmænds fjende;
på Skutas
bred blev brændt
guld-øderen,
som maren kvalte." 